# Ragoli
Ragoli là một đô thị ở tỉnh Trento ở vùng Trentino-Alto Adige/Südtirol của Ý, tọa lạc cách 25 km về phía tây của Trento. Tại thời điểm ngày 31 tháng 12 năm 2004, đô thị này có dân số 781 người và diện tích là 64.9 km².
Đến năm 2015, dân số tại đô thị này là 158 người, mật độ dân số 697,8/km².
Ragoli giáp các đô thị: Tuenno, Dimaro, Pinzolo, Molveno, San Lorenzo in Banale, Stenico, Montagne, Preore, Tione di Trento và Bleggio Inferiore.